# Harriet Beecher Stoweová
Harriet Beecher Stoweová (14. června 1811, Litchfield, Connecticut – 1. červenec 1896, Hartford) byla americká spisovatelka a abolicionistka. Pocházela z americké rodiny, ve které byla zakořeněná puritánská tradice a odpor k otrokářství. Jejím nejznámějším dílem je román Chaloupka strýčka Toma, který významně ovlivnil Ameriku i Británii v boji proti otroctví. Celkově napsala přes dvacet knih, tři cestopisy a kolekce článků a dopisů. Svou spisovatelskou kariérou a veřejným vystupováním se aktivně podílela na změně společenských poměrů tehdejší doby.

## Život
Harriet Beecher Stoweová se narodila ve městě Lichfield v Connecticutu jako sedmá ze třinácti dětí. Její sestra, Catharine Beecherová, se prosadila jako propagátorka vzdělávání žen a dětí. Harriet velkou část svého života prožila na rozhraní severních a jižních částí Ameriky, takže všechna její díla namířená proti otrokářství vycházejí ze skutečnosti, kterou autorka znala od dětství. Svého budoucího manžela Calvina Ellise Stowa potkala v literárním a společenském klubu Semi-Colon Club. Calvin Stowe byl zarytým odpůrcem otrokářství a manželé Stoweovi podporovali takzvanou Podzemní železnici (angl. Underground Railroad) a ubytovávali uprchlé otroky. 25. listopadu 1862 se Harriet Beecher Stoweová setkala ve Washingtonu s prezidentem Abrahamem Lincolnem. Po celý život svou novinářskou a literární činností přispívala k boji proti otrokářství v Americe.
Po smrti svého manžela v roce 1886 začalo Harriet rychle upadat zdraví.  V roce 1888 The Washington Post uvedl, že v důsledku demence začala 77letá Stoweová znovu psát Chaloupku strýčka Toma.  Představovala si, že se zabývá původní kompozicí, a každý den několik hodin pilně používala tužku a papír a téměř přesně slovo od slova zapisovala pasáže knihy. To bylo provedeno nevědomě z paměti, autorka si představovala, že věc skládala za pochodu. Pro její nemocnou mysl byl příběh zcela nový a ona se často vyčerpala prací, kterou považovala za čerstvě vytvořenou.
Mark Twain, její soused v Hartfordu, vzpomínal na její poslední roky v následující pasáži své autobiografie:
| „ | V deníku, který si paní Clemensová před mnoha lety krátce vedla nacházím nejrůznější zmínky o paní Harriet Beecherové-Stoweové, která Hartfordu bydlela hned vedle nás, mezi našimi zahradami nebyl ani plot. A když bylo za oněch časů příjemné počasí, využívala náš pozemek stejně jako ten svůj. Zakalila se jí mysl a stala se z ní postava budící soucit. Celý dlouhý den chodila sem a tam pod dohledem svalnaté Irky. Když bylo hezky, obyvatelé ze sousedství vždycky nechávali dveře dokořán. Paní Stoweová do nich vcházela, kdy se jí zamanulo, a protože vždycky chodila v měkkých bačkorách a svým celkovým naladěním měla blízko ke zvířatům, uměla člověka zaskočit a dělala to s chutí. Přišourala se zezadu k člověku, který se hroužil hluboko do snů a přemítal, a vydala ze sebe válečný pokřik, aź dotyčný vyskočil do stropu. Měla i jiné nálady. Někdy jsme ze salonu slyšeli cituplnou hudbu a objevili jsme ji u klavíru, jak nesmírně dojemně zpívá starodávné, zádumčivé písně. | “ |

Moderní vědci spekulují, že na sklonku života trpěla Alzheimerovou chorobou.[nenalezeno v uvedeném zdroji]
Zemřela 1. července 1896 ve věku 85 let v Hartfordu a je pochovaná na historickém hřbitově Phillips Academy v Andoveru, Massachusetts.

## Dílo

### Chaloupka strýčka Toma

Ilustrace v knize Chaloupka strýčka Toma, 1852

Jejím nejznámějším dílem je melodramatický román Chaloupka strýčka Toma (v originále Uncle Tom's Cabin), který poprvé vyšel v abolicionistickém týdeníku National Era roku 1851. Kniha se v následujících letech stala velmi populární a vyšla v nákladu stovek tisíc výtisků. Všechny osudy postav v ní, jakkoli jsou neuvěřitelné, se zakládají na pravdě. Hrdinové tohoto románu – strýček Tom, teta Chloe, George Harris a jeho žena Eliza – reprezentují černošský lid utlačovaný bílými otrokáři, který je ale bystrý, inteligentní, charakterní a často i zbožný. Také jsou zde vykresleny i protichůdné povahy a názory otrokářů. Mimo jiné kniha zachycuje krutost otrokářského systému, kvůli které otroci utíkali i za cenu ztráty vlastního života například do daleké Kanady, kde otrokářství už neexistovalo. A právě proti těmto uprchlým otrokům byl namířen nový zákon o jejich navrácení k bývalým vlastníkům, který inspiroval Harriet Beecher Stoweovou k napsání této knihy. Otrokářům se i přes velkou snahu nepodařilo román zneškodnit a Chaloupka strýčka Toma velkou měrou přispěla ke zrušení otroctví.

### Výběr prací

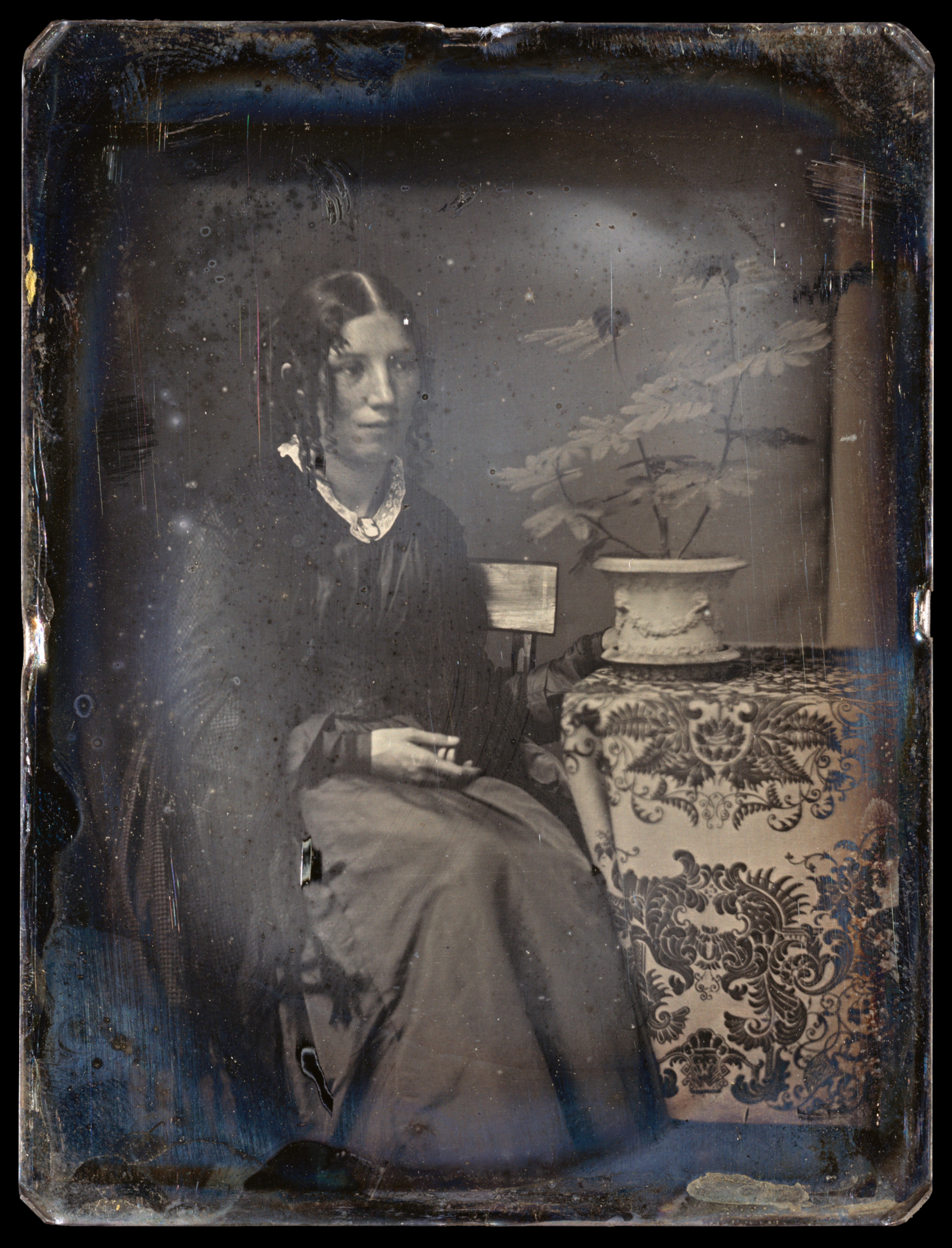
Southworth & Hawes: Harriet Beecher Stoweová, asi 1850

- Uncle Tom's Cabin (1851), Chaloupka strýčka Toma
- A Key to Uncle Tom's Cabin (1853)
- Sunny Memories of Foreign Lands (1854)
- Dred, A Tale of the Great Dismal Swamp (1856)
- The Minister's Wooing (1859)
- The Pearl of Orr's Island (1862)
- Agnes of Sorrento (1863)
- House and Home Papers (1865, poprvé publikováno pod pseudonymem Christopher Crowfield)
- Little Foxes (1866, pod pseudonymem Christopher Crowfield)
- Religious Poems (1867)
- The Chimney Corner (1868, pod pseudonymem Christopher Crowfield)
- Old Town Folks (1869)
- The Ghost in the Cap'n Brown (1870)
- Lady Byron Vindicated (1870)
- My Wife and I (1871)
- Pink and White Tyranny (1871)
- We and Our Neighbors (1875)
- Poganuc People (1878)
- A Dog's Mission: The Story of the Old Avery House (1881)
- The Poor Life (1890)
- The Writings of Harriet Beecher Stowe (1896) (16 svazků)
- Life and Letters of Harriet Beecher Stowe (1897) (ed. Annie E. Fields)
- Regional sketches: New England and Florida (1972) (ed. J.R. Adams)